# Kevin Peter Hall
Kevin Peter Hall (Pittsburgh, 9 de maio de 1955 — Hollywood, 10 de abril de 1991), foi um ator estadunidense, cujo papel mais notável foi na série Misfits of Science, de 1985. Ele também ficou bastante conhecido como o personagem-título nos dois primeiros filmes da franquia Predador, além de Harry and the Hendersons.

## Biografia
Hall nasceu em Pittsburgh, Pennsylvania. Seus pais Charles Hall e Sylvia Hall eram de estatura acima da média. Aos 7 anos, Kevin era o mais alto de sete irmãos. Durante seus anos de colégio em Penn Hills High School, ele se destacou no basquete e ganhou uma bolsa para a Universidade. 
Integrou a equipe de basquetebol da George Washington University, em Washington, D.C., onde formou-se em artes dramáticas. Após a formatura, Hall se mudou para a Venezuela para jogar basquete. Mudando-se para Los Angeles, iniciou sua participação no cinema e na televisão, devido à sua alta estatura e tipo físico frequentemente interpretando papéis de monstros, como o personagem Yautja dos dois primeiros filmes da franquia O Predador.

## Carreira
Hall fez sua estréia em 1979 atuando no filme de terror chamado Prophecy (Semente do Diabo, no Brasil). Devido à sua alta estatura, ele era frequentemente escalado para papéis monstros. Em 1980 ele apareceu como " alien" no filme de terror Without Warning (Sem Aviso, no Brasil) em uma batalha entre um alien e veteranos de Hollywood, e como "Gorvil" em 1982 no filme feito para televisão Mazes and Monsters (Labirintos e Monstros, em português). Em 1985, coestrelou a série Misfits of Science (Curto Circuito, no Brasil), em qie trabalhou com Courtney Cox e Tim Kring (criador da série com estória parecida, Heroes). Estrelou no Night Court como um enorme, mas gentil, doente mental que se erguia sobre mal humorado oficial de justiça Touro Shannon (interpretado por Richard Moll). No ano seguinte, Hall interpretou ainda outro monstro no filme Monster in the Closet (O Monstro do Armário, no Brasil), seguido pelo papel de "Harry" em Harry and the Hendersons (Um Hóspede do Barulho, no Brasil).
Em 1986, Hall foi escalado como o principal antagonista no filme Predator (O Predador, no Brasil), estrelado por Arnold Schwarzenegger. Durante a fase de desenvolvimento, o personagem Yautja (o Predador) estava para ser interpretado por Jean-Claude Van Damme, que interpretou algumas das primeiras cenas mas que não foi adicionado aos créditos finais. Os produtores decidiram reformular com Kevin Hall para que o Predador pudesse dominar realisticamente (por seu tamanho) os personagens humanos do filme. Em 1990 Kevin reprisou o papel em Predator 2 - A Caçada Continua.
Após seu papel em Predador, Hall apareceu em 1988 no filme Big Top Pee-wee (Pee-wee — Meu Filme Circense) e teve uma participação especial em Star Trek: The Next Generation (uma série para a qual ele tinha sido o mais cotado para dois papéis-chave, Geordi LaForge, e Lt. Commander Data). De 1989 a 1990, teve papel recorrente na série 227, da NBC. Em 1990, Hall reprisou seu papel como Harry na série de televisão baseada no filme (Um Hóspede do Barulho). Porém, morreu na primeira temporada da série.

## Vida e morte
Kevin Hall conheceu Alaina Reed durante as filmagens na participação especial na série de televisão 227. O casal iria se casar tanto na série como na vida real.
Enquanto trabalhava na série Harry and the Hendersons (Um Hóspede do Barulho), Hall anunciou que havia contraído AIDS devido a uma transfusão de sangue. Em 10 de abril de 1991, ele morreu em decorrência de uma pneumonia, aos 35 anos de idade.

## Homenagens
Hall foi postumamente introduzido no Penn Hills Hall of Fame como parte da classe inaugural em 8 de maio de 2009